# Championnat d'Allemagne de hockey sur glace 2018-2019
Saison précédente Saison suivante
La saison 2018-2019 est la 25e saison du Championnat d'Allemagne de hockey sur glace depuis la création de la Deutsche Eishockey-Liga.

## DEL
La saison commence le 14 septembre 2018 et se termine le 3 mars 2019. Les séries éliminatoires débutent le 6 mars et se terminent au plus tard le 30 avril 2019.

### Saison Régulière
La saison 2018-2019 est composée comme l'année précédente de 14 clubs. Tous les clubs de la pré-saison ont déposé une licence. Les Lions de Francfort ont également déposé leur demande de licence, cependant la DEL décide de ne pas les inclure.

#### Classement
| Clt   | Équipe                      | PJ | V  | VP | VF | D  | DP | DF | BP  | BC  | Pts |
| ----- | --------------------------- | -- | -- | -- | -- | -- | -- | -- | --- | --- | --- |
| +001, | Adler Mannheim              | 52 | 35 | 1  | 1  | 8  | 3  | 4  | 194 | 117 | 116 |
| +002, | EHC Munich                  | 52 | 31 | 2  | 3  | 10 | 4  | 2  | 176 | 118 | 109 |
| +003, | Augsburger Panther          | 52 | 24 | 2  | 2  | 18 | 5  | 1  | 149 | 139 | 86  |
| +004, | Kölner Haie                 | 52 | 23 | 2  | 4  | 18 | 4  | 1  | 147 | 139 | 86  |
| +005, | ERC Ingolstadt              | 52 | 23 | 6  | 1  | 19 | 2  | 1  | 158 | 152 | 86  |
| +006, | Düsseldorfer EG             | 52 | 18 | 6  | 3  | 14 | 7  | 4  | 151 | 136 | 83  |
| +007, | REV Bremerhaven             | 52 | 21 | 5  | 1  | 19 | 3  | 3  | 169 | 161 | 81  |
| +008, | Straubing Tigers            | 52 | 21 | 3  | 3  | 19 | 5  | 1  | 159 | 151 | 81  |
| +009, | Eisbären Berlin             | 52 | 20 | 1  | 5  | 24 | 0  | 2  | 146 | 164 | 74  |
| +010, | Thomas Sabo Ice Tigers      | 52 | 18 | 2  | 2  | 27 | 2  | 1  | 158 | 168 | 65  |
| +011, | Krefeld Pinguine            | 52 | 12 | 9  | 2  | 26 | 2  | 1  | 141 | 170 | 61  |
| +012, | EHC Wolfsburg Grizzly Adams | 52 | 15 | 2  | 0  | 25 | 5  | 5  | 134 | 182 | 59  |
| +013, | Iserlohn Roosters           | 52 | 15 | 2  | 0  | 28 | 4  | 3  | 162 | 189 | 56  |
| +014, | Schwenninger Wild Wings     | 52 | 10 | 5  | 3  | 31 | 1  | 2  | 111 | 169 | 49  |

- Qualifié pour les quarts de finale
- Qualifié pour le tour préliminaire

### Séries éliminatoires

#### Tour préliminaire
Le tour préliminaire se déroule le 6,8 et 10 mars 2019 au meilleur des trois matchs.
|                                                         | Serie | 1                              | 2                                   | 3                              |
| ------------------------------------------------------- | ----- | ------------------------------ | ----------------------------------- | ------------------------------ |
| Fischtown Pinguins Bremerhaven – Thomas Sabo Ice Tigers | 1:2   | 1:3 (0:2, 1:1, 0:0)            | 4:3 n. V. (0:2, 0:0, 3:1, 0:0, 1:0) | 2:3 n. V. (1:0, 0:1, 1:1, 0:1) |
| Straubing Tigers – Eisbären Berlin                      | 0:2   | 2:3 n. V. (0:0, 1:1, 1:1, 0:1) | 2:4 (0:2, 1:1, 1:1)                 | –                              |

Le tournoi final se déroule au meilleur des sept rencontres.
|  | Quarts de finale   | Quarts de finale       | Quarts de finale   | Quarts de finale   |                |                | Demi-finales             | Demi-finales             | Demi-finales             | Demi-finales             |  |  | Finale              | Finale              | Finale              | Finale              |
|  |                    |                        |                    |                    |                |                |                          |                          |                          |                          |  |  |                     |                     |                     |                     |
|  | 12 au 29 mars 2019 | 12 au 29 mars 2019     | 12 au 29 mars 2019 | 12 au 29 mars 2019 |                |                | 2 avril au 14 avril 2019 | 2 avril au 14 avril 2019 | 2 avril au 14 avril 2019 | 2 avril au 14 avril 2019 |  |  | 18 au 26 avril 2019 | 18 au 26 avril 2019 | 18 au 26 avril 2019 | 18 au 26 avril 2019 |
|  | 12 au 29 mars 2019 | 12 au 29 mars 2019     | 12 au 29 mars 2019 | 12 au 29 mars 2019 |                |                | 2 avril au 14 avril 2019 | 2 avril au 14 avril 2019 | 2 avril au 14 avril 2019 | 2 avril au 14 avril 2019 |  |  | 18 au 26 avril 2019 | 18 au 26 avril 2019 | 18 au 26 avril 2019 | 18 au 26 avril 2019 |
|  | 1                  | Adler Mannheim         | 4                  | 4                  |                |                | 2 avril au 14 avril 2019 | 2 avril au 14 avril 2019 | 2 avril au 14 avril 2019 | 2 avril au 14 avril 2019 |  |  | 18 au 26 avril 2019 | 18 au 26 avril 2019 | 18 au 26 avril 2019 | 18 au 26 avril 2019 |
|  | 1                  | Adler Mannheim         | 4                  | 4                  |                |                | 2 avril au 14 avril 2019 | 2 avril au 14 avril 2019 | 2 avril au 14 avril 2019 | 2 avril au 14 avril 2019 |  |  | 18 au 26 avril 2019 | 18 au 26 avril 2019 | 18 au 26 avril 2019 | 18 au 26 avril 2019 |
|  | 10                 | Thomas Sabo Ice Tigers | 1                  | 1                  |                |                | 2 avril au 14 avril 2019 | 2 avril au 14 avril 2019 | 2 avril au 14 avril 2019 | 2 avril au 14 avril 2019 |  |  | 18 au 26 avril 2019 | 18 au 26 avril 2019 | 18 au 26 avril 2019 | 18 au 26 avril 2019 |
|  | 10                 | Thomas Sabo Ice Tigers | 1                  | 1                  | Adler Mannheim | Adler Mannheim | 4                        | 4                        |                          |                          |  |  | 18 au 26 avril 2019 | 18 au 26 avril 2019 | 18 au 26 avril 2019 | 18 au 26 avril 2019 |
|  |                    |                        |                    |                    | Adler Mannheim | Adler Mannheim | 4                        | 4                        |                          |                          |  |  | 18 au 26 avril 2019 | 18 au 26 avril 2019 | 18 au 26 avril 2019 | 18 au 26 avril 2019 |
|  |                    |                        | Kölner Haie        | Kölner Haie        | 0              | 0              |                          |                          |                          |                          |  |  | 18 au 26 avril 2019 | 18 au 26 avril 2019 | 18 au 26 avril 2019 | 18 au 26 avril 2019 |
|  | 2                  | Kölner Haie            | Kölner Haie        | Kölner Haie        | 0              | 0              | 4                        | 4                        |                          |                          |  |  | 18 au 26 avril 2019 | 18 au 26 avril 2019 | 18 au 26 avril 2019 | 18 au 26 avril 2019 |
|  | 2                  | Kölner Haie            |                    |                    |                |                |                          | 4                        |                          |                          |  |  | 18 au 26 avril 2019 | 18 au 26 avril 2019 | 18 au 26 avril 2019 | 18 au 26 avril 2019 |
|  | 9                  | ERC Ingolstadt         | 3                  | 3                  |                |                |                          |                          |                          |                          |  |  | 18 au 26 avril 2019 | 18 au 26 avril 2019 | 18 au 26 avril 2019 | 18 au 26 avril 2019 |
|  | 9                  | ERC Ingolstadt         | 3                  | 3                  | Adler Mannheim | Adler Mannheim | 4                        | 4                        |                          |                          |  |  |                     |                     |                     |                     |
|  |                    |                        |                    |                    | Adler Mannheim | Adler Mannheim | 4                        | 4                        |                          |                          |  |  |                     |                     |                     |                     |
|  |                    |                        | EHC Munich         | EHC Munich         | 1              | 1              |                          |                          |                          |                          |  |  |                     |                     |                     |                     |
|  | 3                  | EHC Munich             | EHC Munich         | EHC Munich         | 1              | 1              | 4                        | 4                        |                          |                          |  |  |                     |                     |                     |                     |
|  | 3                  | EHC Munich             |                    |                    |                |                |                          |                          |                          |                          |  |  |                     |                     |                     |                     |
|  | 6                  | Eisbären Berlin        | 2                  | 2                  |                |                |                          |                          |                          |                          |  |  |                     |                     |                     |                     |
|  | 6                  | Eisbären Berlin        | 2                  | 2                  | EHC Munich     | EHC Munich     | 4                        | 4                        |                          |                          |  |  |                     |                     |                     |                     |
|  |                    |                        |                    |                    | EHC Munich     | EHC Munich     | 4                        | 4                        |                          |                          |  |  |                     |                     |                     |                     |
|  |                    |                        | Augsburger Panther | Augsburger Panther | 3              | 3              |                          |                          |                          |                          |  |  |                     |                     |                     |                     |
|  | 4                  | Augsburger Panther     | Augsburger Panther | Augsburger Panther | 3              | 3              | 4                        | 4                        |                          |                          |  |  |                     |                     |                     |                     |
|  | 4                  | Augsburger Panther     |                    |                    |                |                |                          | 4                        |                          |                          |  |  |                     |                     |                     |                     |
|  | 5                  | Düsseldorfer EG        | 3                  | 3                  |                |                |                          |                          |                          |                          |  |  |                     |                     |                     |                     |
|  | 5                  | Düsseldorfer EG        | 3                  | 3                  |                |                |                          |                          |                          |                          |  |  |                     |                     |                     |                     |
|  |                    |                        |                    |                    |                |                |                          |                          |                          |                          |  |  |                     |                     |                     |                     |

#### Résultats
Quarts de finale
|                                         | Serie | 1                              | 2                              | 3                             | 4                              | 5                              | 6                              | 7                   |
| --------------------------------------- | ----- | ------------------------------ | ------------------------------ | ----------------------------- | ------------------------------ | ------------------------------ | ------------------------------ | ------------------- |
| Adler Mannheim – Thomas Sabo Ice Tigers | 4:1   | 7:2 (1:1, 3:1, 3:0)            | 4:2 (2:0, 2:1, 0:1)            | 4:1 (1:1, 2:0, 1:0)           | 3:4 n. V. (0:0, 1:2, 2:1, 0:1) | 7:4 (2:2, 2:1, 3:1)            | –                              | –                   |
| EHC Munich – Eisbären Berlin            | 4:2   | 3:2 n. V. (0:0, 0:0, 2:2, 1:0) | 0:4 (0:2, 0:2, 0:0)            | 4:1 (1:0, 2:1, 1:0)           | 5:2 (2:0, 2:0, 1:2)            | 0:3 (0:1, 0:0, 0:2)            | 4:3 (4:1, 0:2, 0:0)            | –                   |
| Augsburger Panther – Düsseldorfer EG    | 4:3   | 7:1 (1:0, 2:0, 4:1)            | 1:4 (0:2, 0:0, 1:2)            | 3:4 (1:3, 2:1, 0:0)           | 2:1 (0:0, 2:1, 0:0)            | 4:3 n. V. (0:1, 1:2, 2:0, 1:0) | 3:4 n. V. (2:0, 1:1, 0:2, 1:0) | 2:1 (1:1, 0:0, 1:0) |
| Kölner Haie – ERC Ingolstadt            | 4:3   | 2:6 (0:2, 2:1, 0:3)            | 3:4 n. V. (1:1, 1:1, 1:1, 0:1) | 3:2 n. V (0:0, 2:1, 0:1, 1:0) | 2:3 n. V. (0:1, 1:1, 1:0, 0:1) | 4:2 (1:1, 1:1, 2:0)            | 5:2 (3:0, 0:2, 2:0)            | 3:2 (1:0, 1:1, 1:1) |

Demi-finales
|                                 | Serie | 1                                        | 2                   | 3                                        | 4                   | 5                   | 6                   | 7                   |
| ------------------------------- | ----- | ---------------------------------------- | ------------------- | ---------------------------------------- | ------------------- | ------------------- | ------------------- | ------------------- |
| Adler Mannheim – Kölner Haie    | 4:0   | 1:0 (1:0, 0:0, 0:0)                      | 4:1 (1:0, 2:0, 1:1) | 4:0 (0:0, 1:0, 3:0)                      | 4:2 (1:0, 3:0, 0:2) | –                   | –                   | –                   |
| EHC Munich – Augsburger Panther | 4:3   | 2:1 n. V. (0:0, 1:1, 0:0, 0:0, 0:0, 1:0) | 3:4 (1:1, 1:1, 1:2) | 1:2 n. V. (0:1, 1:0, 0:0, 0:0, 0:0, 0:1) | 2:1 (1:0, 0:0, 1:1) | 1:0 (0:0, 1:0, 0:0) | 0:2 (0:0, 0:1, 0:1) | 2:0 (1:0, 1:0, 0:0) |

#### Finale
|                             | Serie | 1                              | 2                   | 3                   | 4                   | 5                              | 6 | 7 |
| --------------------------- | ----- | ------------------------------ | ------------------- | ------------------- | ------------------- | ------------------------------ | - | - |
| Adler Mannheim – EHC Munich | 3:1   | 1:2 n. V. (0:0, 1:0, 0:1, 0:1) | 3:0 (1:0, 0:0, 2:0) | 4:1 (2:0, 1:1, 1:0) | 4:0 (0:0, 3:0, 1:0) | 5:4 n. V. (2:0, 2:2, 0:2, 1:0) | – | – |

### Effectif champion
| Vainqueurs de la DEL Adler Mannheim | Gardiens de but : Dennis Endras, Chet Pickard Défenseurs : Sinan Akdağ, Mark Katic, Cody Lampl, Joonas Lehtivuori, Thomas Larkin, Brendan Mikkelson, Janik Möser, Denis Reul, Moritz Seider Attaquants : Luke Adam, Tim Bernhardt, Andrew Desjardins, Markus Eisenschmid, Garret Festerling, Marcel Goc, Tommi Huhtala, Phil Hungerecker, Marcus Kink, Chad Kolarik, Nicolas Krämmer, Alex Lambacher, Matthias Plachta, Brent Raedeke, Ben Smith, David Wolf Entraîneur : Pavel Gross |